# Manfred Kinder
Manfred Kinder (ur. 20 kwietnia 1938 w Królewcu) – niemiecki lekkoatleta specjalizujący się w biegu na 400 metrów i biegu na 800 metrów, dwukrotny medalista olimpijski. W czasie swojej kariery reprezentował Republikę Federalną Niemiec.
21 sierpnia 1960 we Fryburgu Bryzgowijskim ustanowił rekord Europy w sztafecie 4 × 400 metrów czasem 3:05,6. Razem z Kinderem biegli Hans-Joachim Reske, Johannes Kaiser i Carl Kaufmann. Na igrzyskach olimpijskich w 1960 w Rzymie sztafeta 4 × 400 metrów wspólnej reprezentacji olimpijskiej państw niemieckich w tym samym składzie zdobyła srebrny medal i poprawiła rekord Europy wynikiem 3:02,7. Na tych samych igrzyskach Kinder zajął 5. miejsce w finale biegu na 400 metrów.
Na mistrzostwach Europy w 1962 w Belgradzie Kinder startował w barwach RFN. Zdobył srebrny medal w biegu na 400 metrów oraz złoty w sztafecie 4 × 400 metrów (razem z nim biegli Johannes Schmitt, Wilfried Kindermann i Hans-Joachim Reske). Na igrzyskach olimpijskich w 1964 w Tokio znowu występowała wspólna reprezentacja olimpijska Niemiec. Sztafeta 4 × 400 metrów z udziałem Kindera (a także Jörga Jüttnera, Hansa-Ulricha Schulza i Johannesa Schmitta) zajęła 5. miejsce. Kinder startował również w biegu na 800 metrów; odpadł w półfinale. Na europejskich igrzyskach halowych w 1966 w Dortmundzie Kinder zajął 2. miejsce w biegu na 400 metrów.
Na mistrzostwach Europy w 1966 w Budapeszcie został brązowym medalistą w biegu na 400 metrów oraz srebrnym w sztafecie 4 × 400 metrów (razem z Friedrichem Roderfeldem, Jensem Ulbrichtem i Rolfem Krüsmannem). Zwyciężył w biegu na 400 metrów na europejskich igrzyskach halowych w 1967 w Pradze.
Na igrzyskach olimpijskich w 1968 w Meksyku zdobył brązowy medal w sztafecie 4 × 400 metrów (razem z nim biegli Helmar Müller, Gerhard Hennige i Martin Jellinghaus). Wynik 3:00,5 był nowym rekordem Europy. W biegu na 400 metrów odpadł w eliminacjach. Ostatnim międzynarodowym sukcesem Kindera był brązowy medal w sztafecie 4 × 2 okrążenia na europejskich igrzyskach halowych w 1969 w Belgradzie.
Był mistrzem RFN w biegu na 800 metrów w 1963 i 1964 oraz w sztafecie 4 × 400 metrów w latach 1959–1964 i 1966, wicemistrzem w biegu na 400 metrów w latach 1959–1962 i 1966 oraz brązowym medalistą na tym dystansie w 1968. W hali był mistrzem RFN w biegu na 400 metrów w latach 1960–1962, 1967 i 1968 oraz wicemistrzem w 19598 oraz mistrzem w sztafecie 4 × 400 metrów w latach 1959–1963.
Reprezentował kluby OSV Hörde i od 1962 Wuppertaler SV.
Rekordy życiowe Kindera:
- bieg na 400 metrów – 45,8 (24 lipca 1960, Berlin)
- bieg na 800 metrów – 1:46,7 (7 września 1966, Kolonia)

W 1968 otrzymał odznakę Srebrnego Liścia Laurowego.